# Estadio Miguel Grau (Piura)
El Estadio Miguel Grau, es un estadio multipropósito ubicado en Castilla, distrito de la provincia de Piura situada en el departamento de Piura al norte de Perú. Conocido también como «El Coloso Miraflorino», el estadio lleva el nombre del máximo héroe peruano, el comandante general de la Marina de Guerra del Perú Miguel Grau Seminario. Fue inaugurado el 7 de junio de 1958, con un encuentro amistoso entre Club Indoamericano y el Atlético Grau; y otro entre Alianza Lima y Universitario, el cual finalizó empatado a un gol por bando.
El estadio ha tenido varias remodelaciones que fueron cambiando el aspecto que lucía en sus comienzos. Una de las más importantes se dio con miras a la Copa América 2004 disputada en el mes de julio de ese año, dejando como saldo una capacidad aproximada de 22 500 espectadores y diferentes ambientes para uso deportivo y de gerencia. También fue sede de la Copa Mundial de Fútbol Sub-17 de 2005,
Tiene cuatro tribunas con todas las comodidades necesarias para disfrutar de un evento de primera categoría. El estadio posee además cuatro torres de iluminación que en conjunto alcanzan los 1000 lx. Es utilizado principalmente por el Club Atlético Grau que participa en la Liga 1, así como Sport Escudero y Sport Liberal que participan en la Copa Perú. Asimismo, suele ser inscrito como sede alternativa del Alianza Atlético de Sullana que también participa de la Liga 1.
Tras haber sido clausurado y mantenerse cerrado desde el 2015, el recinto deportivo se encuentra en proceso de reforma y modernización que se prevé culmine a mediados de 2026.

## Historia

### Construcción
En el año 1956 el entonces presidente del Perú, Manuel Prado y Ugarteche, decide la construcción de un recinto deportivo en la ciudad de Piura, con el fin de aumentar el interés de la población piurana para con el deporte. Es así como se da inicio al proyecto Estadio Miguel Grau.
Ya en 1958 con las obras terminadas, se procede a la inauguración del estadio que tenía un aforo aproximado de 10 000 espectadores. Esta se dio 7 de junio, ceremonia que comenzó con el izamiento del pabellón nacional a cargo del entonces Prefecto del departamento Manuel Noya Ferré, posterior a ello, el Monseñor Ignacio Arbulú Pineda bendijo el recinto deportivo bajo los aplausos de los miles de asistentes. También participaron de la ceremonia, con sus respectivos discursos, el alcalde Antonio Leigh y el presidente de la Comisión Deportiva de Piura, Coronel Enrique López Velazco.
El primer partido jugado en el recién inaugurado Estadio Miguel Grau fue un encuentro amistoso entre el Club Indoamericano y el Atlético Grau, preliminar del encuentro amistoso entre Alianza Lima y Universitario, el cual quedó empatado a 1 gol por equipo. Este último partido es recordado porque fue el superclásico del fútbol peruano número 100 de la historia.
En este partido de inauguración, se impuso el primer récord de capacidad del estadio, pues se jugó con las tribunas completamente llenas, lamentablemente mucha gente no pudo ingresar al recinto, pero se logró algo memorable, jugar con las 10 000 personas dentro del estadio.

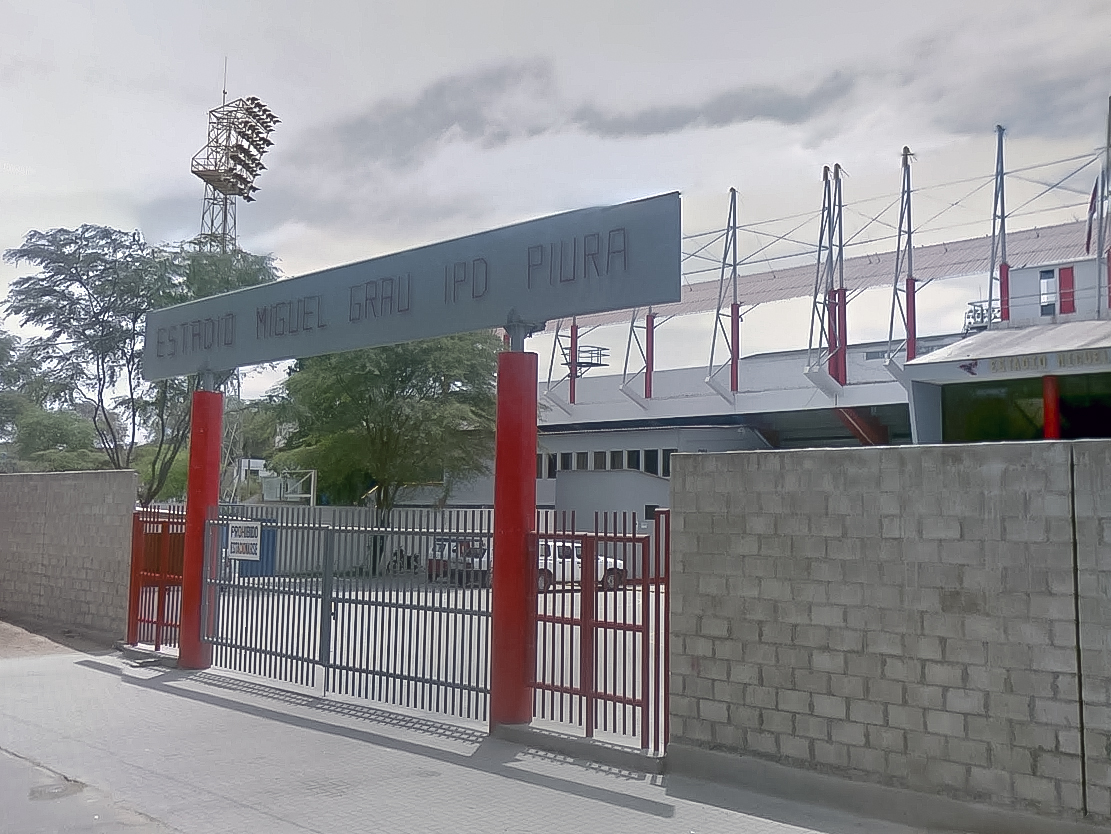
Puerta de ingreso a la tribuna occidente del Miguel Grau de Piura.

Vista interior del Estadio Miguel Grau de Piura desde la tribuna oriente.

### Remodelación 2003
En el año 2003, durante el gobierno del entonces Presidente del Perú, Alejandro Toledo, se da inicio a la remodelación del máximo recinto deportivo del departamento de Piura.
Con una inversión cercana al millón y medio de dólares, el gobierno peruano emprendió un proyecto el cual, entre otras cosas se destaca lo siguiente:
- Ampliación de la capacidad del estadio, de 10 mil a aproximadamente 22.5 mil espectadores.
- Instalación de iluminación artificial.
- Construcción de palcos vip.
- Construcción de cabinas de transmisión.
- Nuevos camerinos para los jugadores.
- Nuevos baños para los espectadores.
- Instalación del césped artificial.
- Instalación de un marcador electrónico.
- Renovación del perímetro del estadio.
- Otros cambios menores.

### Piscina Olímpica
El 2 de febrero de 2011, el entonces presidente del Instituto Peruano del Deporte, Arturo Woodman, colocó la primera piedra de lo es ahora la piscina olímpica en el sector sur occidental del Estadio Miguel Grau.
La piscina, inaugurada el 28 de julio de 2011, cuenta con 8 carriles. Además se construyó el techado y el acondicionamiento del sistema de temperado. Asimismo, se construyeron vestuarios, servicios higiénicos, piso alrededor de la piscina, tribunas con capacidad para 438 espectadores e instalaciones sanitarias y eléctricas.

### Remodelación trunca de 2019-2020
Merced a un convenio suscrito entre el Gobierno Regional de Piura y el Instituto Peruano del Deporte, se realizarían trabajos de remodelación para poner operativo el Estadio Miguel Grau de Piura, el cual debía quedar listo para ser utilizado en la Copa Mundial de Fútbol Sub-17 de 2021, que finalmente fue cancelado por la pandemia de COVID-19. Se invirtió de más de 10 millones de soles en estos trabajos que constarían del cambio del césped artificial por césped natural de alto rendimiento, un avanzado sistema de riego por aspersión y mantenimiento de la totalidad de la infraestructura del recinto, pero que por motivos burocráticos quedaron sin terminar.

### Remodelación trunca de 2022-2023
En 2022 comenzó un nuevo proceso de remodelación y modernización, que se extendería hasta septiembre de 2023 y en el que se invertirán cerca de 72 millones de soles, esto gracias a que el coloso miraflorino había sido oficializado como sede de la Copa Mundial de Fútbol Sub-17 de 2023. Estos trabajos de remodelación consistirían de dos etapas, la primera comprenderá el campo de juego, mientras que la segunda estará relacionada con las tribunas, los vestuarios, la iluminación, entre otros trabajos.
Asimismo, con los trabajos, el aforo se reduciría de 22 500 a 18 000 asientos, pues se tienen que cumplir con las normas FIFA que exigen asientos de 60 centímetros de ancho para mayor comodidad de los aficionados. Los trabajos empezarían con el campo de juego para lo cual evaluaron lo realizado por el Gobierno Regional con la finalidad de poder aprovechar algo de lo hecho en el frustrado anterior proceso de remodelación.
Desafortunadamente, la FIFA terminaría retirando la sede a Perú debido a la incapacidad del país para cumplir con sus compromisos y terminar las infraestructuras necesarias, por lo que los trabajos de remodelación del estadio terminaron nuevamente frustrados.

### Remodelación de 2025
En diciembre de 2024, el Gobierno Regional de Piura y el IPD firmaron un nuevo acuerdo tras la aprobación del proyecto arquitectónico de reforma integral del estadio. Este incluye, entre otras mejoras, la eliminación de la pista atlética, el bajado de la cancha y la instalación de césped híbrido, butacas individuales y techo en las cuatro tribunas, pantallas led internas, iluminación led acorde a las normativas FIFA y Conmebol, una nueva fachada que incluirá un moderno sistema de iluminación, entre otras mejoras. Cabe destacar que se determinó que el recinto tenga un aforo de 20 400 espectadores para que cumpla los requisitos indispensables para poder albergar partidos internacionales.
Tras la confirmación del retiro de la pista atlética, y ante la preocupación de los gremios de atletas que utilizaban dicha plataforma deportiva, el Gobierno Regional anunció que construirá dos pistas atléticas olímpicas reglamentarias en el Colegio San Miguel y en el Instituto Superior Tecnológico Miguel Grau.
El proceso de licitación comenzó en diciembre de 2024 y el inicio de las obras de reforma se tenían previstas inicialmente para mediados de abril de 2025, pero debido a observaciones detectados por la Contraloría se pospuso para julio del mismo año y tendrá una duración de 420 días calendario.

## Finales y definiciones
| Fecha      | Partido                             | Resultado | Ronda          | Asistencia | Competición    |
| ---------- | ----------------------------------- | --------- | -------------- | ---------- | -------------- |
| 15-12-2002 | Atlético Grau- Atlético Universidad | 2-4       | Final (vuelta) | s/d        | Copa Perú 2002 |

## Partidos internacionales
Desde 2004, el Estadio Miguel Grau ha sido sede de diversos partidos internacionales, tanto de selecciones como de clubes profesionales. 

### Selecciones nacionales
| Fecha     | Partido              | Resultado | Ronda            | Asistencia | Competición                        |
| --------- | -------------------- | --------- | ---------------- | ---------- | ---------------------------------- |
| 13-7-2004 | México- Ecuador      | 2-1       | Grupo B          | 21 365     | Copa América 2004                  |
| 13-7-2004 | Argentina- Uruguay   | 4-2       | Grupo B          | 24 854     | Copa América 2004                  |
| 18-7-2004 | México- Brasil       | 0-4       | Cuartos de final | 22 958     | Copa América 2004                  |
| 17-9-2005 | Países Bajos- Catar  | 5-3       | Grupo D          | 20 800     | Copa Mundial de Fútbol Sub-17 2005 |
| 17-9-2005 | Brasil- Gambia       | 1-3       | Grupo D          | 22 300     | Copa Mundial de Fútbol Sub-17 2005 |
| 20-9-2005 | Catar- Gambia        | 1-3       | Grupo D          | 18 424     | Copa Mundial de Fútbol Sub-17 2005 |
| 20-9-2005 | Países Bajos- Brasil | 1-2       | Grupo D          | 24 895     | Copa Mundial de Fútbol Sub-17 2005 |
| 22-9-2005 | Ghana- China         | 1-1       | Grupo A          | 15 320     | Copa Mundial de Fútbol Sub-17 2005 |
| 22-9-2005 | México- Turquía      | 1-2       | Grupo B          | 14 560     | Copa Mundial de Fútbol Sub-17 2005 |
| 25-9-2005 | Costa Rica- México   | 1-3       | Cuartos de final | 14 724     | Copa Mundial de Fútbol Sub-17 2005 |

### Clubes
| Fecha     | Partido                       | Resultado | Ronda              | Asistencia | Competición            |
| --------- | ----------------------------- | --------- | ------------------ | ---------- | ---------------------- |
| 14-9-2004 | Alianza Atlético- Bolognesi   | 4-1       | Zona Colombia/Perú | 7984       | Copa Sudamericana 2004 |
| 7-9-2004  | Alianza Atlético- Junior      | 0-2       | Zona Colombia/Perú | 10 520     | Copa Sudamericana 2004 |
| 7-9-2005  | Alianza Atlético- U. Católica | 2-0       | Primera fase       | 9614       | Copa Sudamericana 2005 |
| 23-9-2009 | Alianza Atlético- Fluminense  | 2-2       | Octavos de final   | 15 598     | Copa Sudamericana 2009 |